# Iain Lees-Galloway
Iain Francis Lees-Galloway (Auckland, 18 de setembre de 1978) és un polític neozelandès i diputat de la Cambra de Representants de Nova Zelanda, representant la circumscripció electoral de Palmerston North des de les eleccions de 2008. És membre del Partit Laborista. Lees-Galloway és l'actual portaveu de l'oposició i del Partit Laborista sobre la defensa, el transport segur i els afers dels veterans.

## Inicis
Lees-Galloway va néixer el 18 de setembre de 1978 a Auckland i allí va anar al Col·legi del Rei (King's College). Va mudar-se a Palmerston North per a realitzar els seus estudis a la Universitat Massey on va esdevenir president de l'Associació Estudiantil de la Universitat Massey el 2005. Els seus pares són pagesos i voten quasi sempre pel Partit Nacional.
Després de ser president per la universitat, va treballar per l'Organització d'Infermers de Nova Zelanda com a organitzador i coordinador d'anuncis.

## Diputat
| Parlament de Nova Zelanda |      |                  |        |           |
| Anys                      | Leg. | Circumscripció   | Llista | Partit    |
| 2008-2011                 | 49   | Palmerston North | 48     | Laborista |
| 2011-actualitat           | 50   | Palmerston North | 37     | Laborista |

En les eleccions de 2008 Lees-Galloway va ser escollit pel Partit Laborista com a candidat en la circumscripció electoral de Palmerston North en retirar-se Steve Maharey, diputat per Palmerston North entre 1990 i 2008. Lees-Galloway guanyà amb el 46,82% del vot contra el 43,55% del vot de Malcolm Plimmer del Partit Nacional.
En les eleccions de 2011 va aconseguir ampliar la seva majoria electoral al rebre el 51,32% del vot de la circumscripció. En segon lloc quedà Leonie Hapeta del Partit Nacional amb el 41,12% del vot.

## Vida personal
Lees-Galloway està casat i té dos fills.